# آرتمی
آرتمی (به لاتین: Artemi) یک منطقهٔ مسکونی در قبرس شمالی است که در ناحیه غازی ماغوسا واقع شده‌است.